# Nothronychus graffami
Nothronychus graffami es una especie de dinosaurio terópodo tericinosáurido del género extinto Nothronychus ("perezoso con garras"), que vivió a finales del período Cretácico, hace aproximadamente 92 millones de años, en el Turoniense, en lo que hoy es Norteamérica. 
En 2009 Zanno, L.E., Gilette. D.G., Albright, L.B. & Titus, L. presentaron esta segunda especie, N. graffami, del género Nothronychus tras haberse descubierto previamente la especie N. mckinleyi.
Merle Graffam, residente de Big Water, Utah , descubrió un segundo espécimen de tericinosáurido más completo, UMNH VP 16420, a partir de la formación Tropic Shale, que data de la etapa temprana de Turoniense, en el sur de Utah en 2000. El área alrededor de Big Water había sido objeto de varias expediciones por parte de equipos del Museo del Norte de Arizona y era conocida por su abundancia de fósiles de reptiles marinos, especialmente plesiosáuridos. Durante parte del período cretáceo tardío, la región había estado sumergida bajo un mar poco profundo, el Mar de Niobrara y conserva extensos depósitos marinos. El descubrimiento inicial de Graffam, un hueso grande y aislado del dedo del pie fue una sorpresa para los científicos, ya que claramente pertenecía a un dinosaurio terrestre, en lugar de a un plesiosáurido. Sin embargo, la ubicación del hueso en ese momento habría estado a casi 100 kilómetros de la costa del Cretácico. Una excavación del área por un equipo de Museo del Norte de Arizona reveló más del esqueleto, y los científicos descubrieron que se trataba de un tericinosáurido y el primer ejemplo de ese grupo en las Américas. Todos los fósiles de tericinosáurido anteriores habían venido de China y Mongolia. Es el espécimen de tericinosáurido más completo conocido pero carece de cráneo.
Se descubrió que el espécimen de Utah estudiado por el equipo de Museo del Norte de Arizona estaba estrechamente relacionado con N. mckinleyi, aunque difería en la construcción, al ser más pesado y la edad, aproximadamente medio millón de años más viejo. El espécimen de Museo del Norte de Arizona se anunció por primera vez en dos conversaciones de 2002 durante la 54.ª reunión de la Sociedad Geológica de las Montañas Rocosas de América. Más tarde se discutió en un número de Arizona Geology como una especie distinta de N. mckinleyi, pero no se nombró. El espécimen fue clasificado y nombrado como la nueva especie Nothronychus graffami por Lindsay Zanno y sus colegas en la revista Proceedings of the Royal Society Bel 15 de julio de 2009. N. graffami recibió el nombre de Graffam, quien descubrió los especímenes originales. Un esqueleto reconstruido de N. graffami se exhibió en el  Museo del Norte de Arizona en septiembre de 2007.